# شان باروز
شان باروز (انگلیسی: Sean Burroughs؛ زادهٔ ۱۲ سپتامبر ۱۹۸۰) بازیکن بیس‌بال اهل ایالات متحده آمریکا بود.